# Ban Kha (huyện)
Ban Kha (tiếng Thái: บ้านคา) là một huyện (amphoe) ở phía tây của tỉnh Ratchaburi, miền trung Thái Lan.

## Lịch sử
Do diện tích Suan Phueng lớn, chính phủ đã tách phần phía nam của Suan Phueng để thành lập một tiểu huyện (king amphoe) kể từ ngày 1 tháng 7 năm 1997. Trụ sở huyện hiện nay được mở cửa ngày 29 tháng 3 năm 1999.
Theo quyết định của chính phủ Thái Lan vào ngày 15 tháng 5 năm 2007, tất cả 81 tiểu huyện đều được nâng lên thành huyện. Với việc đăng công báo ngày 24 tháng 8, việc nâng cấp này thành chính thức
.

## Địa lý
Các huyện giáp ranh (từ phía bắc theo chiều kim đồng hồ) là: Suan Phueng, Chom Bueng và Pak Tho của tỉnh Ratchaburi, và Nong Ya Plong của tỉnh Phetchaburi. Về phía tây là Tanintharyi Division của Myanma.
Nguồn nước quan trọng ở huyện này là sông Phachi.

## Hành chính
Huyện này được chia thành 3 phó huyện (tambon), các đơn vị này lại được chia ra thành 35 làng (muban). Không có khu vực đô thị (thesaban), có 3 Tổ chức hành chính tambon.
| STT. | Tên            | Tên Thái   | Số làng | Dân số |  |
| ---- | -------------- | ---------- | ------- | ------ |  |
| 1.   | Ban Kha        | บ้านคา      | 13      | 8.240  |  |
| 2.   | Ban Bueng      | บ้านบึง      | 13      | 8.591  |  |
| 3.   | Nong Phan Chan | หนองพันจันทร์ | 11      | 5.987  |  |